# Vicent Cucarella Tormo
Vicent Cucarella Tormo (Alzira, 1967) és un economista valencià, especialitzat en temes de finançament autonòmic i investigador de l'Institut Valencià d'Investigacions Econòmiques (IVIE). Fou nomenat Síndic Major de Comptes de la Comunitat Valenciana el juny de 2016.
Cucarella ha format part de la Comissió d'Experts nomenada per les Corts Valencianes el 2012 per a l'anàlisi del sistema de finançament valencià. El 25 d'abril de 2016 va rebre l'Alta Distinció Parlamentària de les Corts “Francesc de Vinatea” amb la resta de la Comissió d'Experts formada per Francisco Pérez García, Rafael Beneyto Cabanes, José Antonio Pérez García, José Ismael Fernández Guerrero i Vicent Peiró Ibáñez.